# 中村由利子
中村 由利子（なかむら ゆりこ、1958年6月3日 - ）は、日本のピアニスト、作曲家。神奈川県横浜市出身。

## 略歴
横浜市立桜丘高等学校、フェリス女学院短期大学音楽科ピアノ科卒業。13歳のときに応募した横浜市主催の作曲コンクールや、23歳で応募したPARCOオルガン坂大賞の作詞・作曲部門で受賞歴を持つ。
1987年にアルバム『風の鏡』でデビュー。ニューエイジ・ミュージックの代表的な作曲家として知られるようになり、映画、CM、アニメーション、ドラマなど、映像と結びついた音楽も手がけるようになる。
風景写真家・前田真三のビデオ作品の音楽を担当したことから、北海道美瑛町の田園風景をイメージした曲も作曲している（アルバム『時の花束』収録「パストラル」・アルバム『アトリエの休日』収録「アナザー・スプリング」など）。1990年には同町にある前田真三の写真ギャラリー「拓真館」にてミニコンサートが開催された。
1990年からは、ソロ活動と並行して、ヴァイオリニストの都留教博、チェリストの前田善彦と共にグループ「アコースティックカフェ」としても活動を始める。
1995年、TOKYO FMの音楽番組『JET STREAM』のパーソナリティが城達也から小野田英一に代わったことに合わせ、オープニングテーマ曲「ジェットストリーム〜アイ・ウィッシュ」、エンディングテーマ曲「トワイライト・ウィンズ」を手がける（いずれもアルバム『夢の時へ』に収録）。
2000年からは韓国での活動も開始し、2004年から韓国ドラマでも自作曲が使われだしている。主なドラマに、KBS『ごめん、愛してる』、SBS『春の日』がある。
2006年から三鷹の森ジブリ美術館で上映されている宮崎駿監督短編アニメーション『星をかった日』の音楽を都留教博と担当している。同年12月25日には同美術館にてクリスマスサプライズコンサートが催された。
2007年、10年ぶりに全曲オリジナルアルバム『微笑みの軌跡』をリリース。同年、20周年記念コンサート「スペシャル・ピアノ・ファンタジー」が東京国際フォーラムで開催され、翌2008年には、同コンサートのライブアルバム『スペシャル・ピアノ・ファンタジー』を発表した。
2015年、チェリストの植草ひろみとユニット「Liberoba-リベロバ」を結成。CDのリリースやコンサート活動を開始。
毎年恒例でピアノコンサートを開催しており、その際「イメージ・リクエスト」といった趣向を凝らしている。
2022年1月13日より病気入院しており、予定されていたコンサートの中止やFC会員の募集中断、レギュラーラジオ番組も出演休止となっている。

## ディスコグラフィ

### アルバム
- 『風の鏡』（CBS・ソニー、1987年）
- 『風の鏡～ファンタスティック・トラック』（CBS・ソニー、1987年11月21日発売）収録曲ごとにフランス語のナレーション入り
- 『時の花束』（CBS・ソニー、1988年）
- 『絹の薔薇』（CBS・ソニー、1989年）
- 『アンティム』（CBS・ソニー、1991年）
- 『アトリエの休日』（フォーライフ・レコード、1994年）
- 『ドリーミーウィンター』（フォーライフ・レコード、1994年）
- 『夢の時へ』（フォーライフ・レコード、1995年）
- 『イン・コンサート・ピアノファンタジー』（トゥループロジェクト、1998年）
- 『ビギニングス』（都留教博・中村由利子）（パイオニアLDC、1998年）
- 『ジェミニ』（都留教博・中村由利子）（パイオニアLDC、1998年）
- 『プログレス』（都留教博・中村由利子）（パイオニアLDC、1998年）
- 『ソロベスト〜ディア・グリーン・フィールド』（Kitty / Mercury、2001年）
- 『メロディアス・ライフ』（トゥループロジェクト、2003年）
- 『LOVERS(恋人たち)』（徳間ジャパンコミュニケーションズ、2005年）
- 『韓国が愛したピアノ〜中村由利子ベスト』（ユナイテッド・アジア エンターテインメント、2006年）
- 『微笑みの軌跡』（アミューズソフトエンタテインメント、2007年）
- 『スペシャル・ピアノ・ファンタジー』（アミューズソフトエンタテインメント、2008年）
- 『決定盤!!  ～ピアノ韓国ドラマ主題歌集～』（ポニーキャニオン、2009年）
- 『ピアノ・コレクション ～韓国TVドラマ・テーマ曲集』（ポニーキャニオン、2010年）
- 『アーリー・イヤーズ』（ソニー・ミュージックダイレクト、2012年）
- 『ゴールデン☆ベスト ベスト オブ フォーライフ イヤーズ』（FLME、2012年）
- 『ターシャの庭から』（ThreeknowmanRECORDS、2015年）
- 『めぐりゆく時間たちへ』（ThreeknowmanRECORDS、2015年）
- 『Northern Lights』（ThreeknowmanRECORDS、2016年）
- 『Concentration ～集中力のために～』（ThreeknowmanRECORDS、2016年）
- 『Eternal Dream』（MAKANAI RECORDS、2017年）
- 『丘の旋律』（MAKANAI RECORDS、2017年）
- 『Many Thanks to You』（MAKANAI RECORDS、2017年）
- 『思い出のスケッチ』（MAKANAI RECORDS、2018年）
- 『Best2019 あなたが微笑む日』（MAKANAI RECORDS、2019年）
- 『Radio PianoFantasy 即興演奏コレクション』（MAKANAI RECORDS、2021年）

### ノベルティCD
- 『Delightful Moments for SHINSEIDO』（同タイトル1曲収録　XDDP93033）
  - 新星堂向けに制作されたノベルティCD。(P)1990 CBS/Sony Group Inc.
  - ディスクジャケットには以下のメッセージが記述されている。「This delightful feeling of meeting new experinces. From this moment on, a new horizon expands. People, scenery, travels, pictures, and music … －Yuriko Nakamura」
- クレジット
  - 『DELIGHTFUL  MOMENTS』：(C) 1989 CBS/Sony Group Inc.
    - Composed by Yuriko Nakamura
    - Arranged by Norihiro Tsuru
- 演奏
  - Guitars(6st and Gut)：Hiroshi Araki
  - 5st Bass：Tetsuzo Kawai
  - Cello：Yoshihiko Maeda
  - P.f. and Synth：Yuriko Nakamura
  - Synth：Norihiro Tsuru
- スタッフ
  - Produced by Norihiro Tsuru and Yuriko Nakamura
  - Directed by Mizue Mase(CBS/Sony Group)
  - Mixed by Akihiko Ohno
  - Assistant Rec. Jun Sato, Hoshiyuki Fujimura
  - Recorded at Tsuru Studio on December 20,1989.
  - Photo by Norihiro Tsuru and Yuriko Nakamura
  - Cover Designed by Makoto Suzuki(CBS/Sony Group)
  - Planned by Takami Hamawaki(CBS/Sony Group)

### アコースティックカフェのアルバム
- 『アコースティックカフェの空中散歩』（日本コロムビア、1994年）
- 『アコースティックカフェの水中散歩』（日本コロムビア、1995年）
- 『アコースティックカフェの水中散歩II』（日本コロムビア、1999年）
- 『For Your Happiness』（フェリシモ、1995年）
- 『For Your Happiness 2』（フェリシモ、1995年）
- 『For Your Happiness 3』（フェリシモ、1996年）
- 『For Your Loneliness』（アンサンブル、2000年）
- 『For Your Memories』（FLME、2003年）

### 音楽を担当した主な映像作品
- 映画『1999年の夏休み』（1988年） - アルバム『風の鏡』収録曲を使用した。
- 劇場アニメ『妖精王』（角川書店・SMEビジュアルワークス、1988年／イメージサウンドトラックCD - CBS・ソニー、1988年）
- ビデオ『拓真館版・四季の丘』（拓真館、1993年）
- テレビドラマ『妊娠ですよ2』（フジテレビ系列、1995年）
- アニメ『人形草紙あやつり左近』（WOWOW、1999年）
- OVA『火宵の月〜秋狂言〜』
- 日産・ローレルTVCM曲
- 短編アニメーション映画『星をかった日』（都留教博・中村由利子）（三鷹の森ジブリ美術館にて上映、2006年）
- CD-ROM
  - 『前田真三 丘の風景』（都留教博・中村由利子）（シンフォレスト、1996年）
  - 『前田真三 里の風景』（都留教博・中村由利子）（シンフォレスト、1997年）
  - 『前田真三 木の風景』（都留教博・中村由利子）（シンフォレスト、1997年）
  - 『南仏プロヴァンス』（シンフォレスト、1997年）
  - 『猫がいる街』（アコースティックカフェ）（シンフォレスト、1997年）
  - 『空から見た日本II』（アコースティックカフェ）（シンフォレスト、1997年）
  - 『シム・シメール』（都留教博・中村由利子）（シンフォレスト、2000年）
  - 『天野喜孝 CD-ROM画集 吸血鬼ハンター“D”』（都留教博・中村由利子）（シンフォレスト、2000年）
- DVD
  - 『前田真三の映像世界』（都留教博・中村由利子）（シンフォレスト、2001年）
  - 『プラネット・イン・ブルー』（都留教博・中村由利子）（シンフォレスト、2001年）
  - 『前田真三 遙かなる丘』（アミューズソフトエンタテインメント、2007年）
- 映画『メサイア』（2011年）
- 映画『百年の時計』（2012年）
- テレビドラマ『おそろし〜三島屋変調百物語』（2014年、NHK BSプレミアム）

## イメージ・リクエスト
中村由利子のコンサートの中で行われるコーナーの一つ。来場客にリクエスト用紙を配布し、文章や絵などのイメージを記入してもらって回収。中村由利子がその中から幾つかをピックアップし、それをテーマにした即興演奏を行うというもの。

## メディア出演

### ラジオ
- いとしのオールディーズ（2010年2月5日、NHKラジオ第1放送
- 今宵もリベロバ（2015年5月 - 2021年3月、FM湘南ナパサ / 2019年1月 - 2021年3月、ラジオ成田） - 植草ひろみと共演
- シネマの星空（2019年 - 2020年、Tokyo Star Radio） - 松井五郎と共演
- バックトゥー・ショーワヘーセー（2019年10月 - 2020年3月、Tokyo Star Radio） - 金子修介と共演
- 中村由利子のトワイライト・ミュージアム（2020年10月4日 - 、Tokyo Star Radio） - 前述の事情により、2022年1月より中村は出演休止しているが、所属事務所代表の嵐三知男が代理出演で番組の放送を継続している。
- 中村由利子のPiano Fantasy（2021年4月7日 - 2022年3月30日、ミュージックバード）